# Norge i olympiska vinterspelen 1964
Norge i olympiska vinterspelen 1964.

## Medaljer

### Guld
- Backhoppning
  - Stora backen: Toralf Engan

- Nordisk kombination
  - Individuella: Tormod Knutsen

- Hastighetsåkning på skridskor
  - Herrarnas 5000 m: Knut Johannesen

### Silver
- Backhoppning
  - Normalbacken: Toralf Engan

- Hastighetsåkning på skridskor
  - Herrarnas 500 m: Alv Gjestvang
  - Herrarnas 5000 m: Per Ivar Moe
  - Herrarnas 10 000 m: Fred Anton Maier

- Längdskidåkning
  - Herrarnas 15 km jaktstart: Harald Grønningen
  - Herrarnas 30 km: Harald Grønningen

### Brons
- Backhoppning
  - Stora backen: Torgeir Brandtzæg
  - Normalbacken: Torgeir Brandtzæg

- Hastighetsåkning på skridskor
  - Herrarnas 1500 m: Villy Haugen
  - Herrarnas 5000 m: Fred Anton Maier
  - Herrarnas 10 000 m: Knut Johannesen

- Skidskytte
  - Herrarnas 20 km: Olav Jordet